# Tmarus karolae
Tmarus karolae är en spindelart som beskrevs av Jean-François Jézéquel 1964. Tmarus karolae ingår i släktet Tmarus och familjen krabbspindlar.
Artens utbredningsområde är Elfenbenskusten. Inga underarter finns listade i Catalogue of Life.